# Arantia angustipennis
Arantia angustipennis är en insektsart som beskrevs av Lucien Chopard 1954. Arantia angustipennis ingår i släktet Arantia och familjen vårtbitare. Inga underarter finns listade i Catalogue of Life.